# Laàs
Laàs är en kommun i departementet Pyrénées-Atlantiques i regionen Nouvelle-Aquitaine i sydvästra Frankrike. Kommunen ligger i kantonen Sauveterre-de-Béarn som tillhör arrondissementet Oloron-Sainte-Marie. År 2022 hade Laàs 138 invånare.
Närliggande byar är Orriule i norr, Andrein i nordväst, Narp i öst, Barraute-Camu i väst och Montfort mot söder.

## Befolkningsutveckling
Antalet invånare i kommunen Laàs
| Referens: INSEE |